# Кирничтальбан

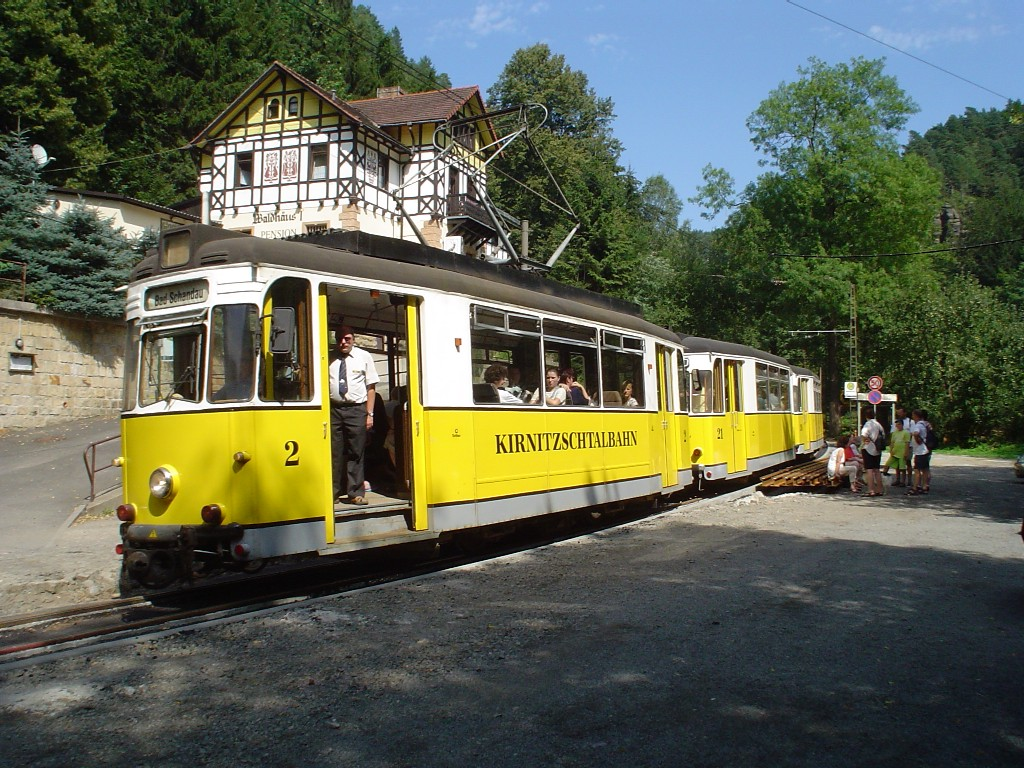
Трамвай

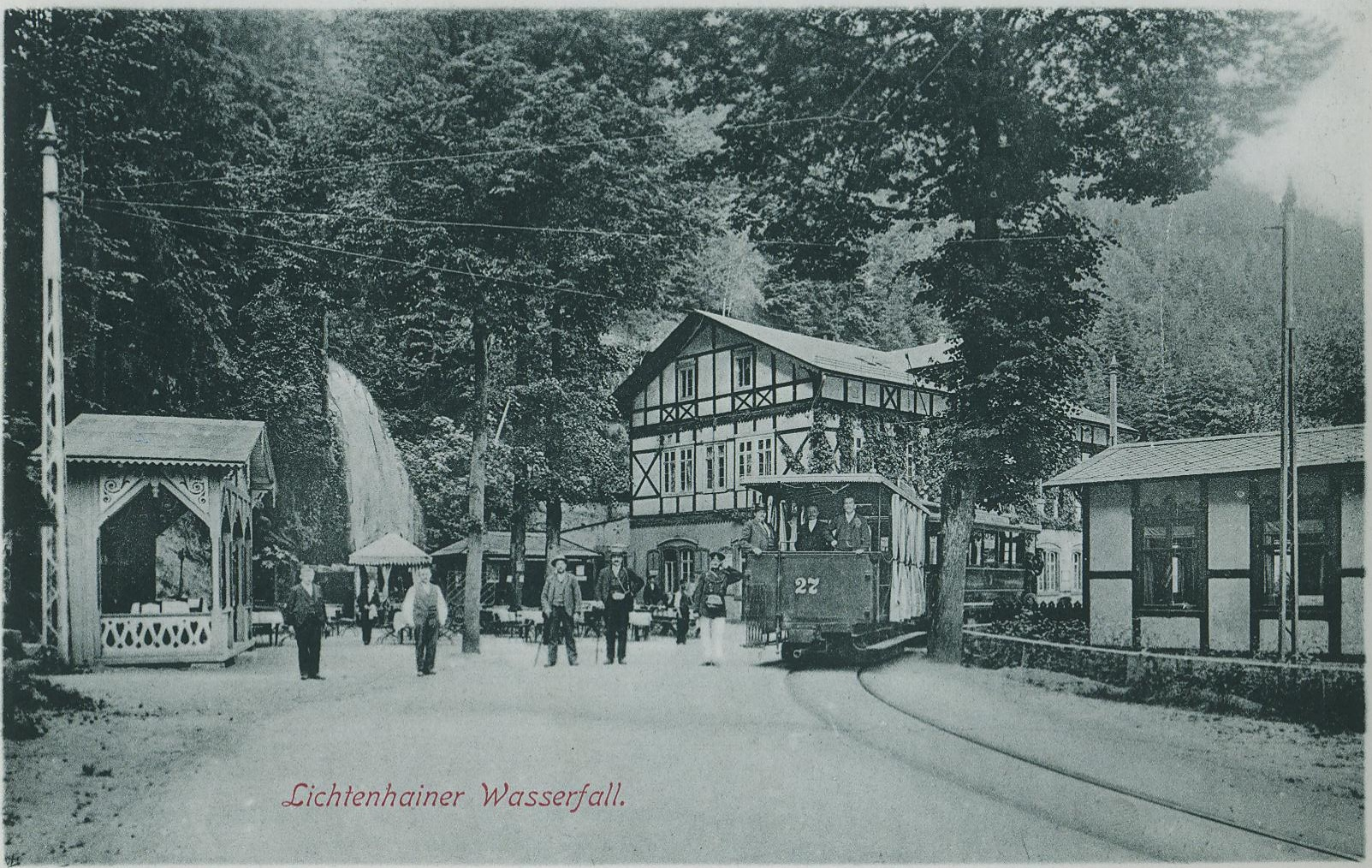
Конечная остановка у Лихтенхайнского водопада около 1910

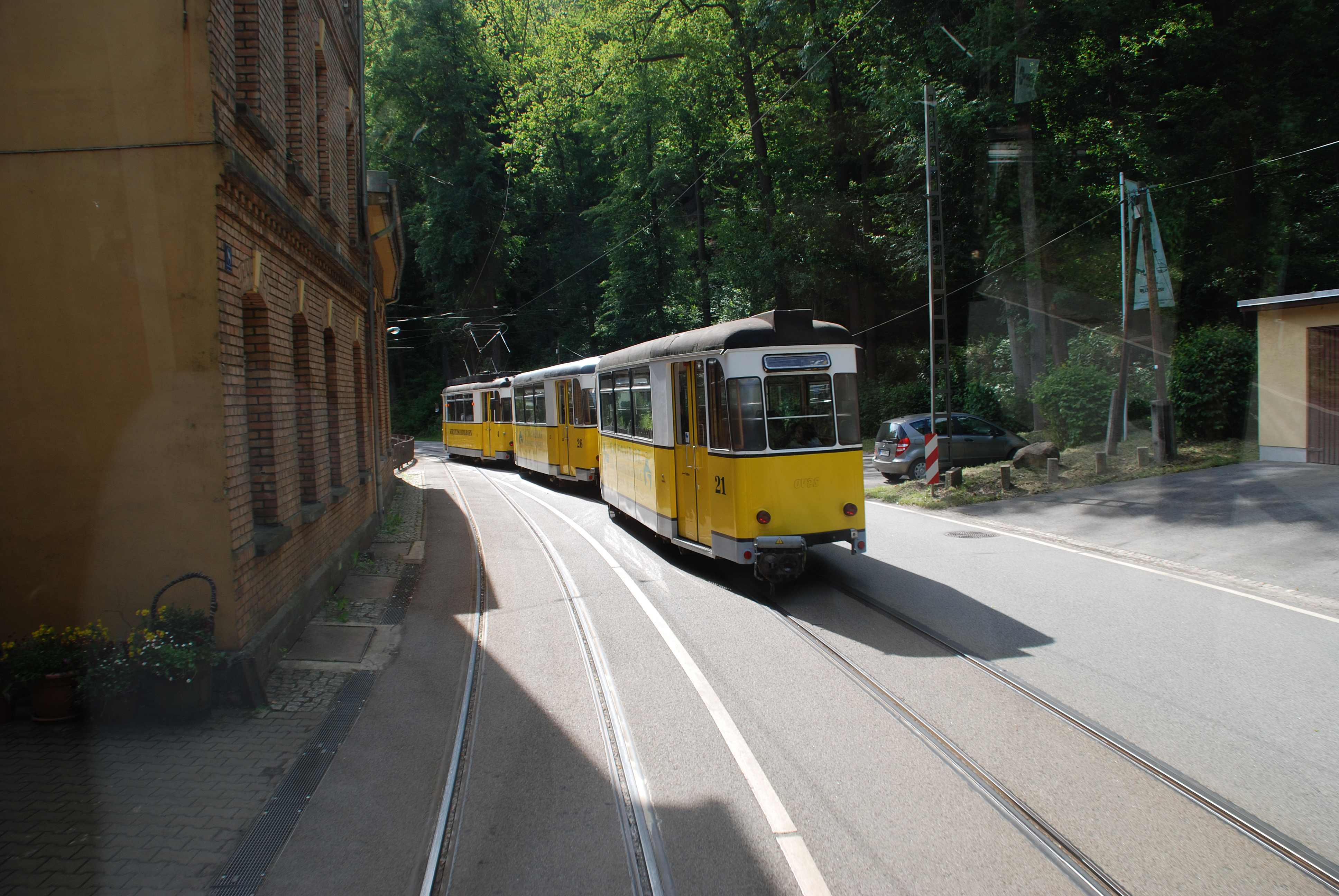
Трамвай на улице

Кирничтальбан (нем. Kirnitzschtalbahn) — междугородный и пригородный трамвай в долине реки Кирнич в Саксонской Швейцарии.
Длина трассы составляет 7,9 км (первоначально 8,3 км). Этим она самая маленькая трамвайная трасса Саксонии. Трамвай едет на метровой колее и связывает курорт Бад-Шандау с Лихтенхайнским водопадом. Открытая в 1898 году линия всегда служила прежде всего туристическим целям. Она ходит целый год; зимой один трамвай каждые 70 минут и летом три трамвая каждые 30 минут.

## История
В 1893 году был создан комитет для строительства трамвая («Executiv-Comite zum Bau und Betrieb einer Straßenbahn mit Motorantrieb von Schandau über den Lichtenhainer Wasserfall bis zur Kirnitzschschänke»). Первые планы предусмотрели строительство кольцевой дороги от Бад Шандау через чешскую границу в Райнвизе (Мезни Лоука), Херрнскречен (Грженско) и обратно в Бад Шандау.
10 января 1898 начато строительство, но из-за нехватки денег только до Лихтенхайнского водопада. В 1939 году возникли планы ликвидации трамвая и перехода на троллейбусы. Но начало Второй мировой войны помешало их реализации. 6 мая 1945 из-за войны движение было остановлено и возобновлено после окончания войны 7 июня 1945 года.
В 1982 году линии трамвая вновь грозило закрытие, но тогда её удалось спасти. Когда в 1985 году один вагон сошёл с рельсов, это послужило поводом для закрытия линии. Планировалась полная ликвидация, но после возмущённых протестов населения отказались от этих планов.
С 1986 по 1990 трасса была ремонтирована и 16 августа 1986 года движение частично восстановлено. Полное возобновление произошло в 1990 году. С 1993 года фотовольтаика даёт 30 % энергии для работы трамвая. Последняя реконструкция трассы состоялась 2003/2004.